# ارتفاع ضغط الدم الحملي
ارتفاع ضغط الدم الحملي أو ارتفاع ضغط الدم الناجم عن الحمل (Pregnancy-induced hypertension) وهو حدوث ارتفاع جديد في ضغط الدم الشرياني في المرأة الحامل بعد 20 أسبوعا من الحمل من دون وجود بروتين في البول.ويمكن تعريفها بانها حالة من التشنج اثناء الحمل للشرايين الصغيرة والكبيرة تحدث بنسبة %5-%7 من الحمل

## حالات ومضاعفات
وتوجد عدة حالات من ارتفاع ضغط الدم اثناءالحمل:

### ارتفاع ضغط الدم الحملي (Gestational Hypertension).
عادة ما يتم تعريف ارتفاع ضغط الدم الحملي بجود ضغط الدم أعلى من 140/90 ملم زئبقي في مناسبتين منفصلتين بأكثر من 6 ساعات، دون وجود بروتين في البول وتشخص بعد 20 أسبوعا من الحمل في هذه الحالة لا يوجد علاج ضروري ولكن تنصح الام الحامل ان تخفف من فترات العمل والراحة.

### مقدمات ارتعاج الحمل (Pre-eclampsia).
(تسمم الحمل) ارتفاع ضغط الدم الحملي بالإضافة لظهور بروتين في البول (> 300 ملغ من البروتين في عينة البول خلال مدة 24 ساعة). تسمم الحمل الشديد ينطوي على ضغط الدم أكبر من 160/110، مع وجود علامات وأعراض طبية إضافية وتنقسم إلى:-

#### مقدمات ارتعاج الحملمعتدلة (Mild Pre-eclampsia).
مقدمات ارتعاج الحمل حادة (Severe Pre-eclampsia)

### ارتجاع الحمل (Eclampsia).
وهو عند تظهور النوبات التوترية الارتجاجية في المرأة الحامل مع ارتفاع ضغط الدم ووجود البروتين في البول.

### متلازمة هيلب(HELLP SYNDROM)
هذا هو مزيج خطير من ثلاث حالات طبية: 
1. فقر الدم الانحلالي،
2. ارتفاع انزيمات الكبد
3. انخفاض عدد الصفائح الدموية.

### كبد دهني حاد أثناء الحمل
يتم تضمينه أحيانا في تسمم ارتفاع الضغط الحملي.

## عوامل الخطر والاسباب
بعد عدة دراسات على الأسباب التي تؤدي إلى ارتفاع الضغط الحملي ما زالت الأسباب مبهمة ولكن تم ربط عدة أسباب مشتركة منها:-

### اسباب متعلقة بالأم
- السمنة
- السن: 35 عاما أو أكثر.
- التاريخ الماضي من مرض السكري، ارتفاع ضغط الدم اوأمراض الكلى (الوراثي).
- حمل المراهقات.
- الحمل لأول مرة.
- التهاب الأوردة

### الحمل
- الحمل المتعدد (توأمين أو ثلاثة توائم، وما إلى ذلك)
- شذوذ المشيمة:

1.التعرض المفرط للزغابات المشيمية.
2. نقص التروية الدموية للمشيمة.

### تاريخ الأسرة
- التاريخ العائلي للإصابة بتسمم الحمل.
- العرق: الأفارقة الأمريكيين أكثر عرضة

## العلاج
لا يوجد علاج محدد، ولكن يتم مراقبة الحامل عن كثب لسرعة تشخيص مقدمات الارتعاج والمضاعفات المهددة للحياة (متلازمة هيلب HELLP وارتعاج الحمل).
خيارات العلاجات الدوائية محدودة وكما ان العديد من خافضات ضغط الدم قد تؤثر سلبا على الجنين.
ميثيل دوبا، الهيدرالازين، ولابيتالول هي الأكثر شيوعا لعلاج ارتفاع ضغط الدم الشديد لدى الحوامل.
يكون الجنين في خطر متزايد بسبب مجموعة متنوعة من الظروف التي تهدد الحياة، بما في ذلك نقص تكون الرئة (الرئتين غير ناضجة). إذا ظهرت مضاعفات خطيرة (مثل ارتعاج الحمل) بعد أن بلغ الجنين مرحلة امكانية العيش، حتى وإن كان لا يزال غير ناضج بما فيه الكفاية، هنالك مايبرر الولادة المبكرة لإنقاذ حياة كل من الأم والطفل.
انظر أيضا:
تسمم الحمل
الكبد الدهني
السمنة